# Marc Rosset
Marc Rosset (Genebra, 7 de novembro de 1970) é um ex-tenista profissional suíço, é lembrado principalmente por ter sido medalhista de ouro nos Jogos Olímpicos de 1992, em Barcelona.

## Biografia
Rosset tornou-se conhecido em 1988, quando chegou a ser o número 4 do mundo na categoria júnior. Neste mesmo ano tornou-se profissional.
Conquistou seu primeiro título nas simples em Genebra em 1989 como Wild card derrotando na final o argentino Guillermo Pérez-Roldán. Seu primeiro título nas duplas também foi em Genebra, em 1991, jogando ao lado de Sergi Bruguera.
1992 foi o auge da carreira de Rosset. Representando a Suíça nos Jogos Olímpicos de Barcelona, ele derrotou vários jogadores de grande nome, chegando assim a decisão, incluindo Jim Courier, Goran Ivanišević, Wayne Ferreira e Emilio Sánchez. Na final, ele enfrentou o espanhol Jordi Arrese, e ganhou num jogo emocionante de cinco sets (7-6, 6-4, 3-6, 4-6, 8-6) conquistando a medalha de Ouro.
Rosset também venceu o Torneio de Roland-Garros em 1992 em parceria com Jakob Hlasek. Rosset pertencia à equipe suíça que chegou até a decisão da Copa Davis de 1992, perdendo a final para os Estados Unidos.
Rosset também obteve sucesso disputando outras competições internacionais representando a Suíça. Em 1996, ele era membro da equipe que ganhou a World Team Cup e foi vice-campeã da Copa Hopman.
Com 2,01 metros de altura, Rosset foi um dos tenistas mais altos do circuito internacional durante a sua carreira. E, também devido a sua alta estatura, seu jogo tinha como destaque seus poderosos saques.
Obteve sorte em 1998, quando mudou os planos de voo após uma derrota nos Estados Unidos. O voo em que Rosset inicialmente embarcaria, o Swissair 111, caiu no Oceano Atlântico matando todos a bordo.
Rosset chegou a ser o tenista número 9 do Ranking da Associação de Ténis Profissional (ATP) nas simples e número 8 nas duplas. Ganhou um total de 15 títulos individuais como profissional e 8 títulos de duplas. Ganhou pelo menos um título em todas as superfícies nas simples - saibro, grama, carpete e quadra dura.
Em sua carreira, totalizou $ 6.812.693 em prêmios. Rosset anunciou sua aposentadoria como jogador profissional em outubro de 2005.

## Títulos

### Grand Slam finais

#### Duplas (1 título)
| Resultado | Ano  | Campeonato    | Piso   | Parceiro     | Oponente                     | Placar                  |
| Campeão   | 1992 | Roland Garros | Saibro | Jakob Hlasek | David Adams Andrei Olhovskiy | 7–6(7–4), 6–7(3–7), 7–5 |

### Olimpíadas

#### Simples (1 ouro)
| Resultado | Ano  | Campeonato | Piso   | Oponente     | Placar                       |
| --------- | ---- | ---------- | ------ | ------------ | ---------------------------- |
| Campeão   | 1992 | Barcelona  | Saibro | Jordi Arrese | 7–6(7–2), 6–4, 3–6, 4–6, 8–6 |

## ATP finais

### Simples: 23 (15–8)
| Legenda                       |
| Grand Slam (0–0)              |
| Tennis Masters Cup (0–0)      |
| Olimpíadas (1–0)              |
| ATP Masters Series (0–1)      |
| ATP Championship Series (2–3) |
| ATP Tour (12–4)               |

| Títulos por Piso |
| Duro (4–3)       |
| Saibro (3–2)     |
| Grama (1–0)      |
| Carpete (7–3)    |

| Resultado | N.  | Data              | Torneio                     | Piso        | Oponente               | Placar                       |
| Campeão   | 1.  | 17 Setembro 1989  | Geneva, Suíça               | Saibro      | Guillermo Pérez Roldán | 6–4, 7–5                     |
| Vice      | 1.  | 6 Abril 1990      | Madrid, Espanha             | Saibro      | Andres Gomez           | 6–3, 7–6                     |
| Vice      | 2.  | 27 Maio 1990      | Bologna, Itália             | Saibro      | Richard Fromberg       | 4–6, 6–4, 7–6                |
| Campeão   | 2.  | 22 Outubro 1990   | Lyon, França                | Carpete (i) | Mats Wilander          | 6–3, 6–2                     |
| Campeão   | 3.  | 3 Agosto 1992     | Barcelona, Espanha          | Saibro      | Jordi Arrese           | 7–6(7–2), 6–4, 3–6, 4–6, 8–6 |
| Campeão   | 4.  | 16 Novembro 1992  | Moscou, Rússia              | Carpete (i) | Carl Uwe Steeb         | 6–3, 6–2                     |
| Campeão   | 5.  | 8 Fevereiro 1993  | Marseille, França           | Carpete (i) | Jan Siemerink          | 6–2, 7–6(7–1)                |
| Campeão   | 6.  | 30 Agosto 1993    | Long Island, EUA            | Duro        | Michael Chang          | 6–4, 3–6, 6–1                |
| Campeão   | 7.  | 15 Novembro 1993  | Moscou, Rússia              | Carpete (i) | Patrik Kühnen          | 6–4, 6–3                     |
| Campeão   | 8.  | 7 Fevereiro 1994  | Marseille, França           | Carpete (i) | Arnaud Boetsch         | 7–6(8–6), 7–6(7–4)           |
| Vice      | 3.  | 20 Agosto 1994    | ATP de New Haven, EUA       | Duro        | Boris Becker           | 6–3, 7–5                     |
| Campeão   | 9.  | 24 Outubro 1994   | Lyon, França                | Carpete (i) | Jim Courier            | 6–4, 7–6(7–2)                |
| Vice      | 4.  | 6 Novembro 1994   | Paris, França               | Carpete (i) | Andre Agassi           | 3–6, 3–6, 6–4, 5–7           |
| Campeão   | 10. | 24 Abril 1995     | ATP de Nice, França         | Saibro      | Yevgeny Kafelnikov     | 6–4, 6–0                     |
| Campeão   | 11. | 26 Junho 1995     | Halle, Alemanha             | Grama       | Michael Stich          | 3–6, 7–6(13–11), 7–6(10–8)   |
| Vice      | 5.  | 3 Março 1996      | Milan, Itália               | Carpete (i) | Goran Ivanišević       | 3–6, 6–7(7–3)                |
| Campeão   | 12. | 24 Fevereiro 1997 | Antwerp, Bélgica            | Duro (i)    | Tim Henman             | 6–2, 7–5, 6–4                |
| Vice      | 6.  | 14 Setembro 1997  | Tashkent, Uzbequistão       | Duro        | Tim Henman             | 7–6(7–2), 6–4                |
| Vice      | 7.  | 15 Fevereiro 1998 | St. Petersburg Open, Rússia | Carpete (i) | Richard Krajicek       | 4–6, 6–7(5–7)                |
| Vice      | 8.  | 22 Fevereiro 1998 | Antwerp, Bélgica            | Duro        | Greg Rusedski          | 6–7(3–7), 6–3, 1–6, 4–6,     |
| Campeão   | 13. | 15 Fevereiro 1999 | St. Petersburg, Rússia      | Carpete (i) | David Prinosil         | 6–3, 6–4                     |
| Campeão   | 14. | 14 Fevereiro 2000 | Marseille, França           | Duro (i)    | Roger Federer          | 2–6, 6–3, 7–6(7–5)           |
| Campeão   | 15. | 22 Outubro 2000   | Londres, UK                 | Duro (i)    | Yevgeny Kafelnikov     | 6–4, 6–4                     |